# Cambridge (Ontario)
Cambridge is een stad in Canada in de provincie Ontario. Het ligt aan de samenvloeiing van de Grand River en de Speed River.

## Geschiedenis
De stad ontstond in 1973 door de fusie van de gemeenten Galt, Preston en Hespeler, het dorp Blair en beperkt omliggend gebied.
Vooral in Galt was er veel industrie. Vanwege de sluiting van de mijnen op het Newfoundlandse Bell Island verhuisden honderden inwoners naar Galt, waardoor de plaats sinds dan soms ook wel Little Bell Island genoemd werd.

## Demografie
Cambridge telde in 2006 bij de volkstelling 120.371 inwoners. In 2021 was bevolkingsomvang gestegen naar 138.479.

## Galerij

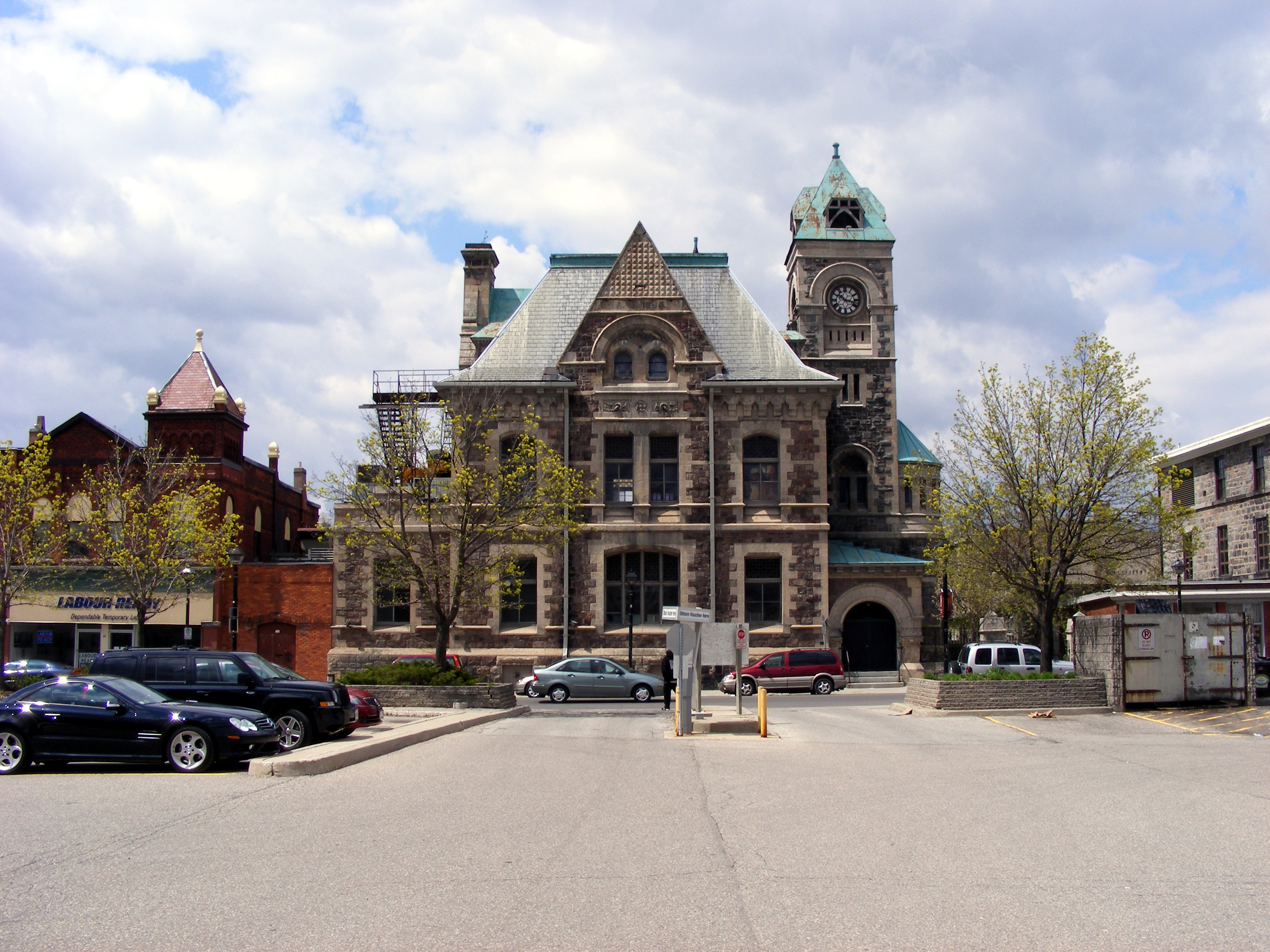
Het voormalige postkantoor van Galt
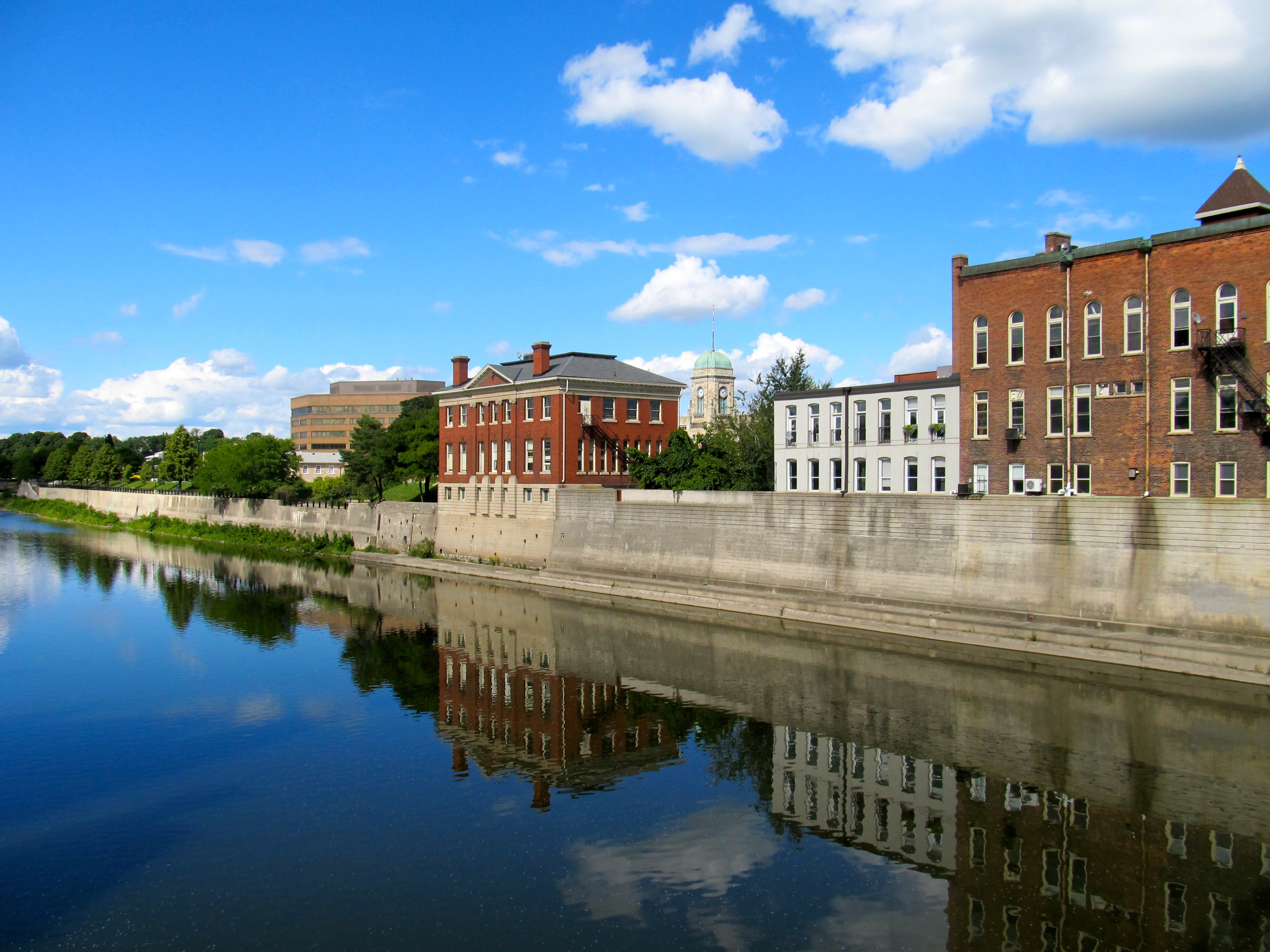
De Grand River